# Toyota AE
La Toyota AE est un modèle d'automobile produit par la compagnie Toyota de 1939 à 1943.